# Вашингтон (окръг, Мисисипи)
Вижте пояснителната страница за други населени места с името Вашингтон.
Окръг Вашингтон (на английски: Washington County) е окръг в щата Мисисипи, Съединени американски щати. Площта му е 1971 km², а населението - 62 977 души (2000). Административен център е град Грийнвил.